# D24(241)-sterol reduktaza
D24(241)-sterol reduktaza (EC 1.3.1.71, sterol Delta24(28)-metilinska reduktaza, sterolna Delta24(28)-reduktaza) je enzim sa sistematskim imenom ergosterol:NADP+ Delta24(241)-oksidoreduktaza. Ovaj enzim katalizuje sledeću hemijsku reakciju
ergosterol + NADP+ {\displaystyle \rightleftharpoons } ergosta-5,7,22,24(241)-tetraen-3beta-ol + NADPH + H+
Ovaj enzim deluje opseg steroida sa 24(241)-dvostrukom vezom.

## Literatura
- Nicholas C. Price; Lewis Stevens (1999). Fundamentals of Enzymology: The Cell and Molecular Biology of Catalytic Proteins (Third изд.). USA: Oxford University Press. ISBN 019850229X.
- Eric J. Toone (2006). Advances in Enzymology and Related Areas of Molecular Biology, Protein Evolution (Volume 75 изд.). Wiley-Interscience. ISBN 0471205036.
- Branden C; Tooze J. Introduction to Protein Structure. New York, NY: Garland Publishing. ISBN 0-8153-2305-0.
- Irwin H. Segel. Enzyme Kinetics: Behavior and Analysis of Rapid Equilibrium and Steady-State Enzyme Systems (Book 44 изд.). Wiley Classics Library. ISBN 0471303097.

## Spoljašnje veze
- Delta24(241)-sterol+reductase на 